# Crambus angustalatellus
Crambus angustalatellus là một loài bướm đêm trong họ Crambidae.